# Neidan

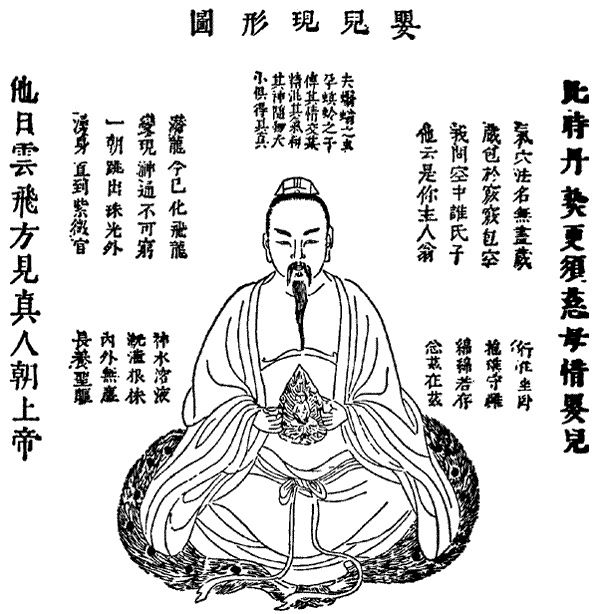
Développement de l’embryon cosmique, un des processus de l’alchimie interne taoïste

Neidan[shu]  內丹[術], (technique du) cinabre interne ou alchimie interne, désigne une forme de méditation ascétique pratiquée par les taoïstes, en particulier la secte du Quanzhen, pouvant être introduite par des exercices de type respiratoire et mental. Son but est d’agir sur les trois composantes essentielles de la personne (trois joyaux, sanbao 三寶) que sont l’essence (jing 精), le souffle (qi 氣) et l’esprit (shen 神) pour faire involuer le processus naturel de différenciation dont l'aboutissement est la corruption et la mort, unir le yin et le yang et acquérir la longévité et l'immortalité.

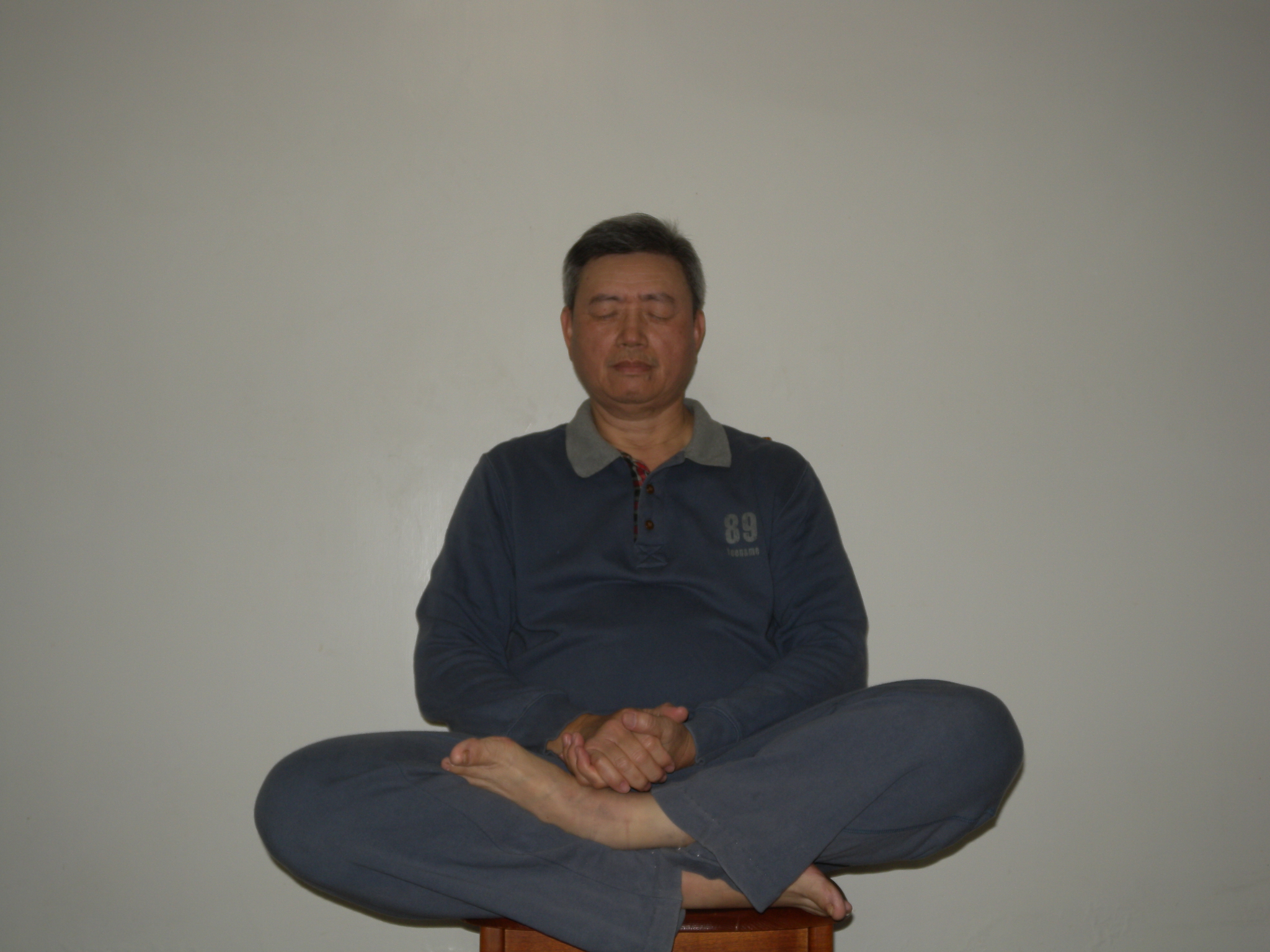
Pratiquer Neidan

## Origine et évolution
Le taoïsme qui se constitue sous l’empire Han reprend à son compte l’idéal de l’immortel, être transcendant les limites du temps et de l’espace. L’immortalité s’atteint grâce à des exercices corporels, un régime adapté et surtout l’absorption de l’« élixir d’or » jindan (金丹) produit par l’alchimie externe. Dès le IVe siècle, apparait une méditation visant à favoriser la mutation corporelle en visualisant les divinités des cinq viscères (wuzhang shen 五臟神), pratiquée surtout dans la secte du Shangqing. À partir des IXe – Xe siècles, apparaissent de nouvelles techniques de méditation qui proposent de produire l’élixir d’or ou « élixir de retour [à l’unité primordiale] » huandan (還丹) à l’intérieur même du corps à partir des trois composantes essentielles : essence, souffle et esprit. 
Le terme neidan, « cinabre interne », apparait pour la première fois dans Techniques respiratoires du maître de l’épée magique (靈劍子•服氣訣) de Xu Xun (許遜) des Jin orientaux. Le terme est repris par le moine bouddhiste Huiyuan. Sous les Sui, le saint taoïste du mont Luofu, Su Yuanlang (蘇元朗), alias Qingxiazi (青霞子 ), est le premier à poser que l’exercice spirituel est aussi important pour devenir immortel que l’ascèse physique et l’absorption d’élixir. Ce principe, xingming shuangxiu (性命雙修), sera repris par le courant neidan.
Ce dernier se détache clairement de l'ensemble taoïste entre la fin des Song et les Yuan avec Zhang Boduan, sacré par la tradition chef des « alchimistes du Sud » (nanzong 南宗) et Wang Chongyang, fondateur de Quanzhen, parfois appelé « courant alchimique du Nord » (beizong 北宗). Tous deux se prétendent héritier d’alchimistes semi-légendaires de la période des Tang et des Cinq Dynasties : Zhang Guo, Zhongli Quan, Lü Dongbin, Liu Haichan. On peut encore citer Cui Xifan (崔希範), Sima Chengzhen (en) (司馬承禎), Shi Jianwu (施肩吾) et Chen Tuan (陳摶). Par ailleurs, Zhang Boduan s’appuie sur le [Zhouyi] cantonqi ([周易]參同契) attribué à Wei Boyang (魏伯陽) des Han orientaux, le Yinfujing (陰符經), le Huangtingjing (黃庭經) utilisé par le courant Shangqing et bien sûr le Daodejing. 
Les écoles d’alchimie interne se développent dans un contexte de tendance accrue au syncrétisme des Trois enseignements de la Chine (Taoïsme, Zen et Confucianisme) et s’en réclament ouvertement, Quanzhen en particulier. Bien que la croyance à la mutation corporelle permettant de dépasser les limites habituelles de longévité subsiste, l’emphase est mise de plus en plus sur les transformations spirituelles et l’importance d’une conduite morale et vertueuse, selon le principe de xingming shuangxiu (性命雙修) évoqué plus haut. Au XVIIe siècle, Wang Changyue de la branche Longmen (龍門) de Quanzhen ira jusqu’à déconseiller les pratiques visant à écarter les maladies et à prolonger l'existence terrestre ; celui qui prolonge indéfiniment sa vie corporelle devient selon lui un démon et non un immortel.
L’alchimie interne est restée jusqu’au XIe siècle un élément important du taoïsme dont le représentant principal est l’école Quanzhen. Mais les petits courants indépendants existèrent toujours. Sous les Yuan on peut citer Chen Zhixu (陳致虛), Zhang Sanfeng à qui est rattaché le courant des immortels et magiciens (隱仙派) et Li Daochun (李道純), courant dit du Centre (中派). Sous les Ming on trouve Chen Qianxu (陸潛虛), courant dit Oriental (東派) et sous les Qing Li Hanxu (李涵虛), courant dit Occidental (西派). Entre les Ming et les Qing, Wu Shouyang (伍守陽) et Liu Huayang (柳華陽) créent la branche Wuliu (伍柳派) de Quanzhen. De nombreux petits groupes n’ont pas laissé de traces historiques notables.

## Principe
Les détails des notions et opérations d’alchimie varient selon les branches ; elles impliquent toutes un travail sur les composantes de la personne (en général essence jing, souffle qi et esprit shen) pour réaliser une involution (ni 逆) vers l’état primordial, en sens contraire de l’évolution spontanée (shun 順) qui entraine la différenciation et la mort de l'individu. Selon l’école Quanzhen, on peut distinguer dans l’essence, le souffle et l’esprit une partie originelle ou antérieure (xiantian 先天) présente à la naissance et une partie postérieure produite après la naissance (houtian 後天). Ainsi, l’essence originelle est l’essence qui existait avant la création des êtres et l’essence postérieure est composée des fluides produits lors de l’acte sexuel. Le souffle originel est produit par le feu interne du corps, le souffle postérieur est celui de l’univers absorbé lors de la respiration et nécessite un travail sur l’esprit pour être absorbé de manière bénéfique. L’esprit originel est la sagesse essentielle et l’esprit postérieur l’intelligence de discernement qui permet l’apprentissage. Les trois composantes doivent régresser à leur état originel par l’ascèse et la méditation. Il existe de nombreux exercices ascétiques, l’ultime étape étant celle du grand élixir de retour (dahuandan  大還丹).

## Quelques textes
- Textes des Song et des Yuan
  - Wuzhenpian (悟真篇) de Zhang Boduan
  - Écrits de Wang Chongyang
  - Jindandayao (金丹大要) de Chen Zhixu (陳致虛)
  - Wuzhenshuci (無根樹詞), Dadaolun (大道論) et Xuanjizhijiang (玄機直講) attribués à Zhang Sanfeng
- Textes des Tang et des Cinq Dynasties
  - Zhonglüzhuan daoji (鐘呂傳道集) attribué à 施肩吾
  - Taijitu (太極圖) et Wujutu (無極圖) attribués à Chen Tuan (陳摶)
  - Ruyaojing (入藥鏡) attribué à Cui Xifan (崔希範)
  - Tianyinzi (天隱子) attribué à Sima Chengzhen (司馬承禎])
  - Zuowanglun (坐忘論) attribué à Li Quan (李筌)
  - Lingbaobifa (靈寶畢法), Huandange (還丹歌), Pomizhengdaoge (破迷正道歌) attribués à Zhongli Quan，
  - Jiuzhenyushu (九真玉書), Zhizhidadange (直指大丹歌), Zhixuanpian (指玄篇), Baiziming (百字銘) attribués à Lü Dongbin
- Textes des Han et de l’antiquité
  - [Zhouyi]cantongqi ([周易]參同契) attribué à Wei Boyang
  - [Huangdi]yinfujing ([皇帝]陰符經), commenté par des alchimistes Tang comme Zhang Guo et selon certains un apocryphe datant de cette dynastie.
- Autres
  - Daodejing attribué à Laozi ; cet ouvrage est utilisé par tous les courants taoïstes.
  - Yijing : cet ouvrage sert de référence à de nombreux courants philosophiques ou religieux chinois.
  - certains spécialistes du neidan estiment que les romans Le Voyage en Occident et L'Investiture des dieux contiennent un enseignement caché d’alchimie interne.

## Sources
- Association Quanzhen de Hong Kong
- Article chinois